# Ludwig Greve
Heinz Ludwig Greve (als Autor bis 1961 auch Lutz Greve, Luz Greve und H. L. Greve; * 23. September 1924 in Berlin; † 12. Juli 1991 vor Amrum) war ein deutscher Schriftsteller und Bibliothekar sowie Bibliotheksleiter.

## Leben und Werk

### Jugend und Emigration
Ludwig Greve wuchs in einer assimilierten deutsch-jüdischen Familie in Berlin auf, sein Vater Walter Greve war Textilkaufmann, seine Mutter Johanna Greuter, geborene Danziger, Kindergärtnerin. Er besuchte die staatliche Volksschule und ab 1934 bis zur Zwangsschließung 1939 die Private Jüdische Waldschule Grunewald der Toni Lessler. Am 10. November 1938 wurde sein Vater verhaftet und kam für einige Wochen in ein KZ. 
Im Mai 1939 versuchte die Familie mit dem Hapag-Schiff St. Louis über Hamburg und Cherbourg nach Havanna zu emigrieren. Bei der Irrfahrt der St. Louis wies Kuba das Flüchtlingsschiff zurück. Auch Florida ließ die 921 Emigranten nicht an Land. Das Schiff musste zurück, Antwerpen nahm die Flüchtlinge auf; von dort fuhr die Familie mit einem Frachter nach Boulogne-sur-Mer. Hier wurde die Familie getrennt, Ludwig Greve und seine 4 Jahre jüngere Schwester Evelyn kamen in Heimen unter. Im Juni 1940 musste er mit den Heimkindern nach Montintin bei Limoges fliehen. Im August 1942 entging er der Verhaftung, tauchte unter und begann unter dem Namen Louis Gabier für die Résistance zu arbeiten. Seine Versuche, für die Familie falsche Pässe zu besorgen, um ihr zur Flucht zu verhelfen, misslangen: Vater und Schwester wurden 1944 in ein Vernichtungslager deportiert, seine Mutter konnte er jedoch nach Lucca in Sicherheit bringen. Von dort wanderte er 1945 mit ihr nach Palästina aus. Hier begann die lebenslange Freundschaft mit dem Ehepaar Margot und Max Fürst, die 1950 wieder nach Deutschland zurückkamen.

### Zurück in Deutschland
Mit Hilfe der Quäker konnte auch Greve 1950 nach Deutschland zurückkehren, wo er zunächst in Ludwigshafen am Rhein in einem Heim der Quäker arbeitete. Auch Greves Mutter kehrte in diesem Jahr zurück. 
Durch die Freunde Margot und Max Fürst, die mittlerweile an der Odenwaldschule arbeiteten, lernte Greve seine spätere Frau, die Musikerin und Kinderbuch-Illustratorin Katharina (Katja) Maillard, kennen. Im Herbst 1951 war er in Rom und arbeitete als Dolmetscher. HAP Grieshaber, der auch mit Fürsts befreundet war, gestaltete einen Gedichttext Greves als Werkdruck. Im Sommer 1952 zog Greve zu Fürsts in die Freie Kunstschule Bernsteinschule in Sulz am Neckar, in der sich Künstler und Architekten um Werner Oberle und HAP Grieshaber versammelten, u. a. Peter Härtling, Helmut Heißenbüttel, Lothar Quinte, Fritz Ruoff. Im Herbst heiratete Greve Katharina Maillard. 1955 zog das Paar nach Stuttgart-Sillenbuch und im April 1957 begann er als Freier Mitarbeiter der Bibliothek im Marbacher Literaturarchiv zu arbeiten, ab Sommer 1961 fest angestellt. In den Akzenten, im Merkur, in der NZZ und in zahlreichen Lyrikanthologien erschienen seit Mitte der 1950er Jahre immer wieder Gedichte von Greve. 
Er hielt 1955 die Eröffnungsrede zu Günter Grass erster Ausstellung, schrieb Aufsätze über den holländischen Drucker und Typografen Hendrik Nicolaas Werkman und über HAP Grieshaber, lernte 1958 auf dem Weg nach Rom zum Villa-Massimo-Stipendium Ludwig von Ficker kennen und schätzen und freundete sich in Italien mit Johann Georg Geyger, Gerhard Wind und Wilhelm Killmayer an. Aus der Korrespondenz mit Werner Kraft und Wilhelm Lehmann entstanden ebenfalls freundschaftliche Bindungen.
Sein intensives und erfolgreiches Wirken für Marbach ließ Greve sicher nur wenig Zeit für sein poetisches Schaffen, doch empfand er die Konzentration auf Weniges nicht als Nachteil. 1960 richtete er mit Paul Raabe die große Ausstellung Expressionismus - Literatur und Kunst 1910-1923 ein, die die Marbacher Institute mit einem Schlag international bekannt machte. Und 1961 erschien sein erster Gedichtband Gedichte, typografisch ausgestattet von HAP Grieshaber.
Im Oktober 1968 wurde Ludwig Greve Nachfolger Paul Raabes als Leiter der Bibliothek des Deutschen Literaturarchivs in Marbach. Viele Kataloge und Marbacher Magazine zu den großen Jahres- und Kabinettausstellungen im Schiller-Nationalmuseum trugen nun seine Handschrift, u. a. Jugend in Wien – Literatur um 1900 (1974), Hätte ich das Kino! Die Schriftsteller und der Stummfilm (1976), Das zwanzigste Jahrhundert – Von Nietzsche bis zur Gruppe 47 (1980), Klassiker in finsteren Zeiten 1933–1945 (1983), Malgré tout – Grieshaber mit seinen Freunden (1984), Gottfried Benn – 1886–1956 (1986).
1988, nach über 30 Jahren Tätigkeit für Marbach, ging Greve in den vorzeitigen Ruhestand. Er erhielt einige Auszeichnungen und wurde im Frühjahr 1991 zum korrespondierenden Mitglied der Akademie der Wissenschaften und der Literatur in Mainz gewählt. 
Im Frühjahr 1991 erschien sein letzter Gedichtband Sie lacht und andere Gedichte, seine Auswahl früherer Gedichte vermehrt um wenige neue. 
Im Juli 1991 während seines Urlaubs ertrank Greve nach einem Schwächeanfall im Meer vor Amrum.

## Auszeichnungen
- 1958 Aufenthaltsstipendium in der Villa Massimo mit Verlängerung
- 1976 Förderpreis (Ehrengabe) der Bayerischen Akademie der Schönen Künste
- 1988 Literaturpreis der Stadt Stuttgart (zusammen mit Hanns-Josef Ortheil und Maria Csollán)
- 1992 Peter-Huchel-Preis (postum) für Sie lacht und andere Gedichte

## Werke (Auswahl)
- Gedichte. Carl Hanser Verlag, München 1961
- Bei Tag. Neue Gedichte. Marbacher Schriften, Ernst Klett Verlag, Stuttgart 1974
- Malgré tout – Grieshaber mit seinen Freunden. Marbacher Magazin 29/1984, Deutsche Schillergesellschaft, Marbach am Neckar 1984
- Wellen kommen und ziehen. Gedichte und Balladen vom Meer. Mit Aquarellen von Cristiane Brinkmann. KeimVerlag, Kiel 1987
- Sie lacht und andere Gedichte. S. Fischer Verlag, Frankfurt am Main 1991
- Reinhard Tgahrt (Hrsg.): Wo gehörte ich hin? Geschichte einer Jugend. S. Fischer Verlag, Frankfurt am Main 1994, ISBN 3-10-027806-2
- Reinhard Tgahrt (Hrsg.): Ein Besuch in der Villa Sardi. Porträts, Gedenkblätter, Reden. Verlag Ulrich Keicher, Warmbronn 2001
- Reinhard Tgahrt und Waltraud Pfäfflin (Hrsg.): Die Gedichte. Mit einem Nachwort von Harald Hartung. Mainzer Reihe Neue Folge (Hrsg. von der Akademie der Wissenschaften und der Literatur, Mainz) Band 3. Wallstein Verlag, Göttingen 2006. ISBN 3-89244-931-7
- Friedrich Pfäfflin und Eva Dambacher (Hrsg.): „Autobiographische Schriften und Briefe“. Mit einem Essay von Ingo Schulze. 3 Bde. Wallstein Verlag, Göttingen 2013. ISBN 978-3-8353-1216-6

## Referenzen
1. ↑  US Holocaust Memorial Museum: Online Exhibit "The voyage of the 'St. Louis'": link (enthält Liste mit Passagieren, unter anderem mit Daten und Bildern von Lutz Greve und seiner Familie)